# 7989 Pernadavide
7989 Pernadavide è un asteroide della fascia principale. Scoperto nel 1981, presenta un'orbita caratterizzata da un semiasse maggiore pari a 2,3873669 au e da un'eccentricità di 0,1956535, inclinata di 1,57367° rispetto all'eclittica.
L'asteroide è dedicato a Davide Perna, ricercatore presso l'Osservatorio astronomico di Roma.